# Darie Boutboul
Pour les articles homonymes, voir Boutboul.
Darie Boutboul est une jockey française née le 28 septembre 1958 à Boulogne-Billancourt (Hauts-de-Seine).
Elle est la première femme française titulaire d'une licence de jockey amateur à avoir gagné une course du tiercé lorsqu'elle remporte le premier prix de la Plaisance en selle sur Abdonski, le 1er avril 1984 à Longchamp. Elle est également connue pour sa participation aux Grosses Têtes, en 1984 et 1985 puis de 1995 à 2001 et depuis le 4 avril 2022.

## Biographie
En 1984, elle devient la première femme à remporter un tiercé sur Abdonski, un pur-sang mâle de 158 cm, de robe bai, né en 1980 et mort en 1998. Ce cheval lui est offert par sa mère Marie-Élisabeth Cons-Boutboul, et lui permet de remporter un tiercé le 1er avril 1984.
Cette même année, elle devient sociétaire de l'émission de Philippe Bouvard Les Grosses Têtes.
En 1985, Darie Boutboul se lance dans la chanson de variétés, en chantant le titre Guerrière, écrit par Jean-Marie Moreau, et musique composée par François Feldman. Le titre sort en 45 tours, avec la chanson la Petite Rumeur en face B.
En 1986, un album 33 tours devait sortir, produit par le label de musique Vogue, mais les ennuis judiciaires de Darie Boutboul font échouer ce projet.
En 2022, Darie Boutboul fait son retour aux Grosses Têtes aux côtés de Laurent Ruquier, d'abord en invitée mystère lors de l'émission spéciale du quarante-cinquième anniversaire de l'émission, puis comme sociétaire la semaine suivante.

## Vie privée
Le 30 avril 1982, Darie Boutboul épouse Jacques Perrot, avocat et ami de Laurent Fabius, dont il est témoin du mariage. Elle donne naissance cette même année à leur fils, Adrien,.
Alors que le couple est sur le point de divorcer, Jacques Perrot est abattu de trois balles dans l'escalier d'un immeuble du 16e arrondissement de Paris. Le 24 mars 1994, la mère de Darie Boutboul, Marie-Élisabeth Cons-Boutboul, est condamnée par la cour d'assises à quinze ans de réclusion criminelle dans l'affaire du meurtre de Jacques Perrot.

## Œuvres

### Livres
- La Casaque de la Chance (autobiographie) - (éditions Robert Laffont - 1985)
- Pour l'amour des miens (éditions Hachette - 1995)

### Disque
- Guerrière (écrit par Jean-Marie Moreau et composé par François Feldman) avec la Petite Rumeur en face B (1985) en 45 tours (SP 2 titres) produit par Vogue.